# Churchill Downs
Le Churchill Downs est un hippodrome situé le long de la Central Avenue, au sud de Louisville. Il est célèbre notamment pour accueillir chaque année le Kentucky Derby. Ouvert officiellement en 1875, il accueillit la même année le premier Kentucky Derby et les premières Kentucky Oaks. Le Churchill Downs a aussi accueilli la Breeders' Cup à plusieurs reprises.

## Histoire

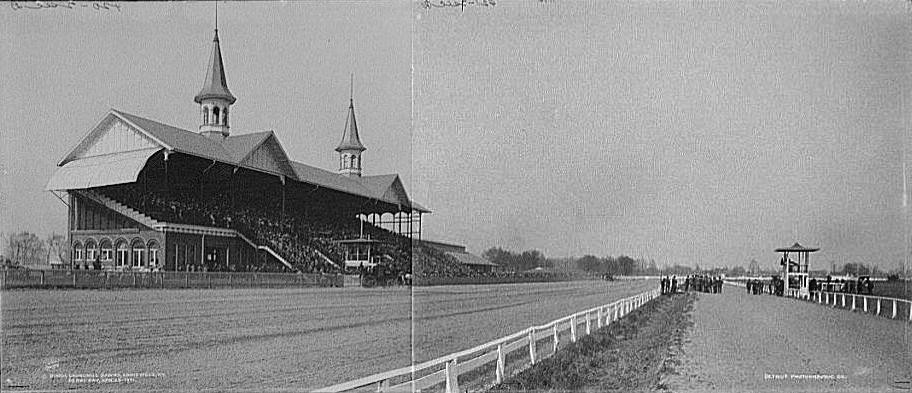
Churchill Downs (1901)

Downs veut dire "les coteaux" et la piste tire son nom de John et Henry Churchill qui cédèrent environ 32 hectares de terrain au petit-fils de Meriwether Lewis. Celui-ci était le président du Louisville Jockey Club and Driving Park Association, tandis que son beau-père était actif dans le domaine hippique. Il décida de se lancer dans l'organisation de courses de chevaux à Louisville.
Le Churchill Downs était le seul hippodrome local à la suite de l'arrêt des autres courses locales. Le site se situait à proximité du chemin de fer Louisville and Nashville Railroad ce qui permettait d'amener facilement les chevaux. Clark, qui fut à court de fonds vendit l'hippodrome à William Applegate. Celui-ci réduisit la longueur des courses (2 km) et récompensa le vainqueur de la course avec une guirlande de roses, ce qui devint une tradition depuis 1895.
Début 1902, Applegate fit pression pour que des travaux soient financés par la ville pour diverses rénovations. Un nouveau clubhouse vit le jour et d'autres évènements comme des steeplechases, des courses automobiles et des concerts firent leur apparition. 
Le 5 juin 1907, le jockey James Lee, en remportant les six courses de la journée, fut à l'origine d'un record jamais égalé à ce jour. En 1908, des appareils du PMU firent leur apparition ce qui amplifia les rentrées financières.
Par ailleurs, le piste est classé comme National Historic Landmark depuis 1986.
Le 29 septembre 2006, il devint le premier hippodrome à accueillir un concert des Rolling Stones.

## Équipements

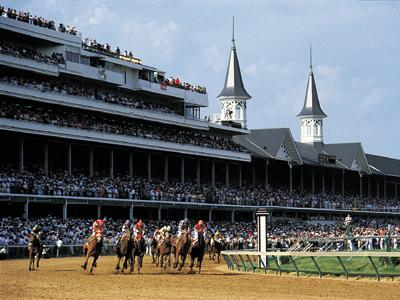

L'architecture du bâtiment est reconnaissable par la présence de deux tours jumelles au toit pointu. Ces tours sont le symbole de l'hippodrome et du derby. Elles furent dessinées par l'architecte Joseph Dominic Baldez et construites en 1895. Aujourd'hui, Churchill Downs recouvre environ 60 hectares. Il peut accueillir 165 000 personnes au total dont 51 000 places assises. Le circuit ovale principal mesure 1,6 km (1 mile) pour une largeur de 24 mètres (sauf au niveau du départ où elle atteint environ 36 mètres). À l'intérieur du circuit principal, il existe un circuit de 1,4 km pour 24 mètres de largeur pour accueillir des courses de turf.
De 2001 à 2005, Churchill Downs fit l'objet d'une nouvelle rénovation d'un montant de 121 millions de dollars. Le clubhouse fut remplacé et 79 boxes furent ajoutés. Le Kentucky Derby se tient le premier samedi du mois de mai tandis que le Kentucky Oaks a lieu la veille.
Les installations abritent également le Kentucky Derby Museum qui retrace l'histoire du Kentucky Derby et de l'hippodrome. Le musée comporte aussi un cinéma avec un écran à 360° qui projette le court-métrage "The Greatest Race" qui est un documentaire sur la course.